# Lyudmila Prokasheva
Lyudmila Prokasheva (n. 23 ianuarie 1969, Pavlodar, Kazahstan) este o sportivă ce a reprezentat Kazahstan, medaliată olimpică. A participat la 3 ediții ale Jocurilor Olimpice (1992, 1994, 1998) în care a câștigat o medalie de bronz.